# Margot Lee Shetterly
Margot Lee Shetterly és una escriptora americana de no-ficció nascuda a Hampton, Virgínia, l'any 1969. El seu pare va treballar al Centre d'Investigación de la  NASA-Langley com a investigador i la seva mare treballava de professora d'anglès a la Universitat de Hampton.
Després de la universitat, es va traslladar a Nova York, on va treballar alguns anys en banca d'inversió; primerament, en la taula d'operacions de divises de JP Morgan i, segonament, en la taula de mercats de capitals de renta de Merrill Lynch. Més endavant, va fer la transició a la indústria dels medis de comunicació, treballant en una varietat d'empreses, incloent la pàgina web de HBO Volume.com.

## Obres i projectes
A 2005, ella i el seu marit, l'escriptor Aran Shetterly, es van mudar a Mèxic per fundar una revista en anglès: "Inside Mexico", per expatriats. Va funcionar fins 2009.
De 2010 a 2013 van treballar com a consultors editorials i de màrqueting de continguts per la indústria turística mexicana.
L'any 2013, va fundar "The Human Computer project", organització que tenia com a objectiu arxivar el treball de totes les dones que van treballar com a informàtiques i/o matemàtiques en els primers dies del Comitè Assessor Nacional d'Aeronàutica (NACA) i de l'Administració Nacional d'Aeronàutica i de l'Espai (NASA).
Shetterly va començar a investigar i a escriure "Hidden Figures", la seva obra més coneguda, l'any 2010. Quatre anys més tard, l'any 2014, els drets del llibre van ser venuts a William Morrow, una editorial americana fundada per William Morrow, l'any 1926. El llibre i la corresponent pel·lícula adaptada van ser llançades al 2016. En la pel·lícula hi apareixen com a coprotagonistes Taraji P. Henson, Octavia Spencer, Janelle Monáe i Kevin Costner. Va ser nominada a diferents premis, incloent-hi tres Nominacions als Oscars (millor imatge, millor guió adaptat i millor actriu secundària a Octavia Spencer).
L'any 2018, Margot Lee Shetterly publicà un llibre il·lustrat per nens anomenat "Hidden Figures: The True Story of Four Black Women and the Space Race". Aquest llibre va ser il·lustrat per Laura Freeman.